# Макс Гедрум
Макс Гедрум — вигаданий персонаж, відомий своєю дотепністю, своєрідною «заїкливою» манерою мовлення та синтетичним, «електронним» голосом. Макс Гедрум виник на початку 1984. Авторами персонажу є Джордж Стоун, Аннабель Джанкель та Роккі Мортон, роль Макса Гедрума виконав американсько-канадський актор Мет Фрюер, ставши першим, хто зіграв штучно створеного за допомогою комп'ютера персонажа на телебаченні. Підготовку до зйомок Мет Фрюер назвав «виснажливою», а свій образ «несмішним», при цьому зазначивши, що почувається в ньому наче «всередині гігантського тенісного м'яча».

## Створення
Класичний Макс Гедрум одягнений у яскравий темний костюм, разом з яким він також часто носить окуляри Ray-Ban. Зображені лише голова та плечі персонажа здебільшого всередині цифрового або аналогового куба, оформленого у вигляді дротів, який повільно рухається. Іншою характерною рисою Макса Гедрума є «хаотична» манера мовлення, його голос або посилюється чи послаблюється без усіляких закономірностей, або час від часу «застрягає у петлі». Ця електронна модуляція здійснювалася навіть під час живих виступів Макса Гедрума.
Персонаж є частково сатиричним, нещирим та егоїстичним — один з авторів образу, Роккі Мортон, характеризує його як «стерильне уособлення зарозумілого середнього класу Заходу», однак при цьому він не позбавлений мудрості та лагідної нешанобливості, розрахованих на молодого глядача.
Мет Фрюер був обраний на роль Макса Гедрума через його здатність імпровізувати та, за словами продюсера Пітера Веґґа, «середньоатлантичний» акцент, який ідеально сприймається.
«Історія» Макса Гедрума відсилає його виникнення в антиутопічне недалеке майбутнє, в якому панівну роль відіграють телебачення та великі корпорації. Штучний інтелект Макса Гедрума є прямою похідною інтелекту журналіста Едісона Картера. Ім'я персонажа походить від напису, який журналіст Картер побачив перед тим, як впасти в кому, спричинену автомобільною аварією: «MAX. HEADROOM: 2.3 M» (кліренс 2,3 м).

## Появи
На телебаченні Макс Гедрум уперше з'явився в британському телевізійному фільмі «Max Headroom: 20 Minutes into The Future» (Макс Гедрум: 20 хвилин до майбутнього), який вийшов у прокат у 1985. Персонаж мав значний успіх, після чого була створена музична програма The Max Headroom Show, відзнято телевізійний серіал Max Headroom; Макс Гедрум з'являвся і в інших серіалах, а також став «обличчям» напою New Coke, «транслюючи» гасло «Catch the wave!».
Макс Гедрум з'являється також у музичних кліпах британського гурту Art of Noise (пісня Paranoimia), Емінема (пісня Rap God) та британського рок-гурту Muse (пісня Dig Down).

## Відеоігри
У 1986 британською компанією-видавцем програмного забезпечення для відеоігор Quicksilva була випущена гра Max Headroom, у якій задіяно двох персонажів — Едісона Картера, який уникає озброєних злочинців, та Макса Гедрум, якого перший повинен врятувати із заблокованого офісу компанії Network 23. Тема викрадення Макса Гедрума є і в іншій відеогрі — Demo Reel One, випущеній американською компанією NewTek.

## «Інцидент Макса Гедрума»
22 листопада 1987 в Чикаго дві телевізійні станції зазнали вторгнення в ефір, яке було здійснено невідомою особою, одягненою в маску та окуляри Макса Гедрума. Перший випадок мав місце під час спортивного блоку телевізійних новин, які транслювалися о дев'ятій годині на каналі WGN-TV, та тривав 25 секунд. Через дві години те саме трапилося на каналі WTTW під час показу серії Horror of Fang Rock телесеріалу «Доктор Хто»; на цей раз вторгнення в ефір тривало набагато довше — 90 секунд. Злочинець посилався на схвальне відношення Макса Гедрума до компанії Coke, мультсеріал Clutch Cargo та диктора WGN-TV Чака Свірскі; він імітував процес дефекації, роблячи «шедевр для всіх розумників найвидатнішої газети світу» (англ. "Masterpiece for all the greatest world newspaper nerds"), посилаючись на розшифрування абревіатури WGN — World's Greatest Newspaper. Саморобний бекґраунд рухався, поки Макс Гедрум говорив; завершилося відео оголеними сідницями, які зазнають ударів мухобійкою, після чого мовлення телеканалу поновилося. Винуватці так і не були встановлені.

## Max Headroom for President
Наприкінці 1987, після переривання зйомок фільму Max Headroom for President було оголошено про продовження продюсування стрічки. Мет Фрюер зазначав, що фільм поки не має завершеного сценарію, та планував завершити зйомки до початку 1988 — року, коли мали стартувати президентські вибори в США. Однак фільм так і не вийшов через акції протесту Гільдії письменників США.